# Puente ferroviario Colhué Huapi
El puente ferroviario Colhué Huapi (también nombrado como Puente del Zanjón del Cerro Negro) es un puente argentino que tuvo uso ferroviario. Su función fue unir las localidades de Enrique Hermitte (ya desaparecida) y Colhué Huapi. Fue inaugurado el 25 de mayo de 1914 y hasta fines de 1977 fue empleado regularmente por el Ferrocarril Comodoro Rivadavia a Colonia Sarmiento para transporte de cargas y pasajeros. El puente fue utilizado por material rodante a vapor y diésel desde el comienzo al final del ferrocarril.

## Ubicación
El puente se halla a poco más de 20 kilómetros al sur de Sarmiento. Para su encuentro se debe arribar al cruce de la ruta Nacional 26 con el brazo del río Senguer  conocido como Zanjón del Cerro Negro. Luego recorrer pocos kilómetros en dirección al Cerro Negro. El puente es fácilmente accesible desde la ex estación Colhué Huapi unos pocos kilómetros al sur de esta.

## Descripción

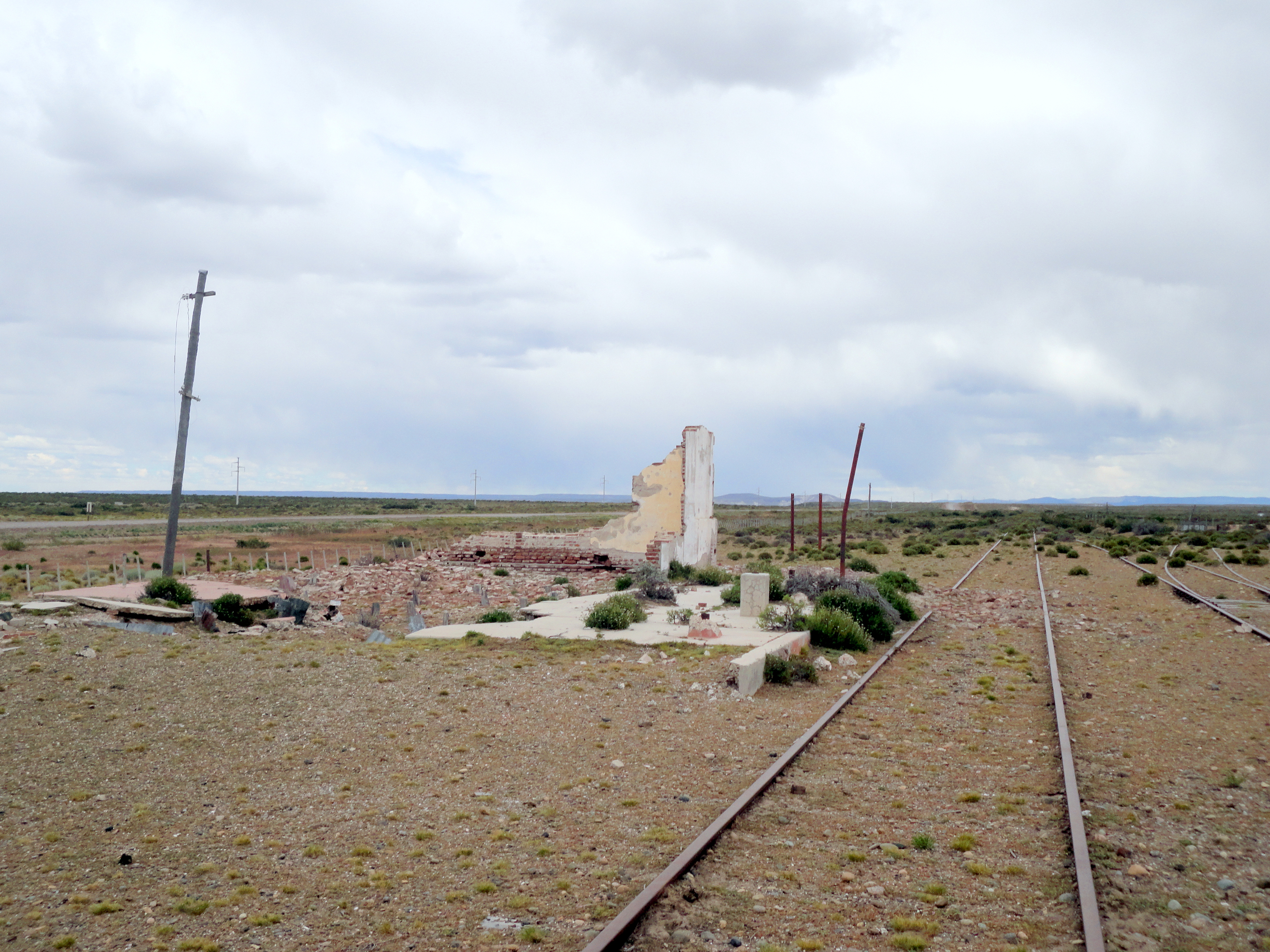
La vía, previo paso al puente, recorre las ruinas de la exestación km 162 aún con desvíos, postes del telégrafo-teléfono y su cartel nomenclador incompleto.

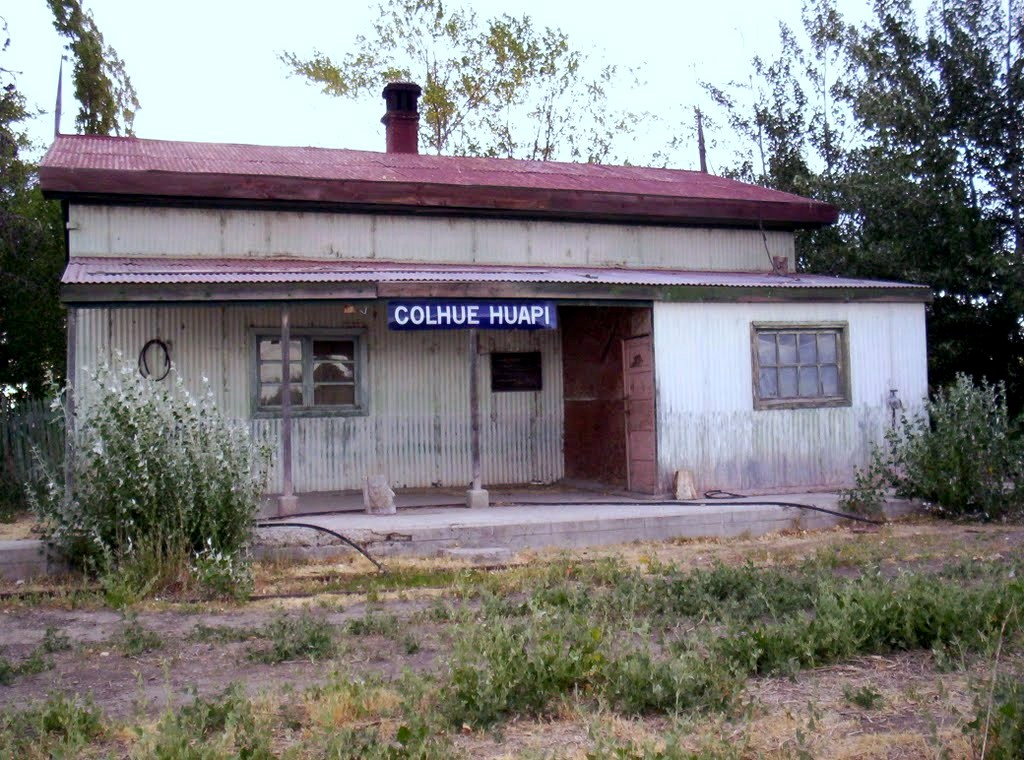
Pasando el puente se halla la exestación Colhué Huapi en el valle de Sarmiento. Se encuentra en excelente estado de conservación.

Es un puente del tipo armadura: diseñado para sostenerse cuando se aplica peso mediante la tensión de cada una de sus piezas. Mide 21 de largo por 9 de ancho. Es descripto por el autor local Alejandro Aguado como un coloso de hierro del extinto ferrocarril. 
El puente está franqueado, a un centenar de metros, por el cerro Negro; que es un gran afloramiento rocoso situado en el sur del valle de Sarmiento.
El terraplén y vías que lo atraviesan se pierden de vista al estar taponados por una pared formada por la copa de sauces que ocultan al puente. De este modo, matas de calafate y las ramas de los árboles camuflaban al puente de hierro.
Su estructura descansa en sus extremos sobre dos robustas bases edificadas con bloques de piedra de basalto negro. Como el puente no tiene suelo, se debe caminar sobre rieles y durmientes. Debajo del mismo el agua se suele ver turbia, estancada o seca. Con el cauce empantanado, el agua fluye de forma perezosa, expandiéndose hacia los lados. De su superficie asomaban pastos, algas y arbustos, y ahogaba los árboles de los márgenes. 
La presencia del puente se evidenció en el itinerario de 1946 de Ferrocarriles Argentinos, dirigido a las líneas patagónicas. Si bien el puente no fue mencionado puntualmente, la reducción del peso de las formaciones lo puso en evidencia. Se ordenó que del tramo de Sarmiento a Colhué Huapi en cargas fuera hasta este punto de 500 toneladas como máximo, y que la misma fuera reducida en la estación Colhué Huapi a 280 toneladas hasta el tramo con estación Enrique Hermitte. En cambio, los trenes mixtos o formaciones de pasajeros iniciaban con 400 toneladas y una vez arribaban a Colhué Huapi pasaban a 250.
En el pasado cuando el paraje Colhué Huapi era un pueblo con mucha más población el puente era asiduamente visitado por sus habitantes para refrescarse y saltar desde su altura para nadar en las aguas del Zanjón del Cerro Negro. Pese a ser único en la región por su tamaño y tipo esta estructura se encuentra casi totalmente olvidada, siendo su existencia desconocida por muchos pobladores.
Actualmente, el puente y el río perdieron toda su razón de ser. El puente ya no recibe a los trenes que no circulan desde que el decreto 3599, emitido el 30 de noviembre de 1977. Este ordenó la clausura del viaje de larga distancia a Sarmiento. De este modo, el Proceso de Reorganización Nacional a cargo del presidente de facto Videla por asesoría de su ministro de economía Martínez Hoz decidió el cierre de numerosos ramales a lo largo de la red de Ferrocarriles Argentinos. A pesar de las intenciones de achicar el inmenso déficit de las empresas del estado sobre las cuentas del estado argentino, el gobierno militar recurrió a solamente el cierre del ramal como medida. Paradójicamente, el estado de facto al concretar la clausura del ferrocarril desconoció el verdadero sistema de explotación del ramal. También, se determinó que el rendimiento era mínimo para el ferrocarril: existiendo una falta de renovaciones de las unidades de transportes y una carencia total de respuestas para efectuar las reparaciones necesarias.
 

Por otro lado, el río que lo atraviesa ya no arriba a su destino el lago Colhué Huapi. Esto sucede dado que su río, en su camino al lago, se ve drenado por las estancias que surca. Debido al saqueo desmedido y no controlado, que inicia desde su naciente, el cuerpo de agua queda totalmente seco o muy reducido la mayor parte de tiempo. 

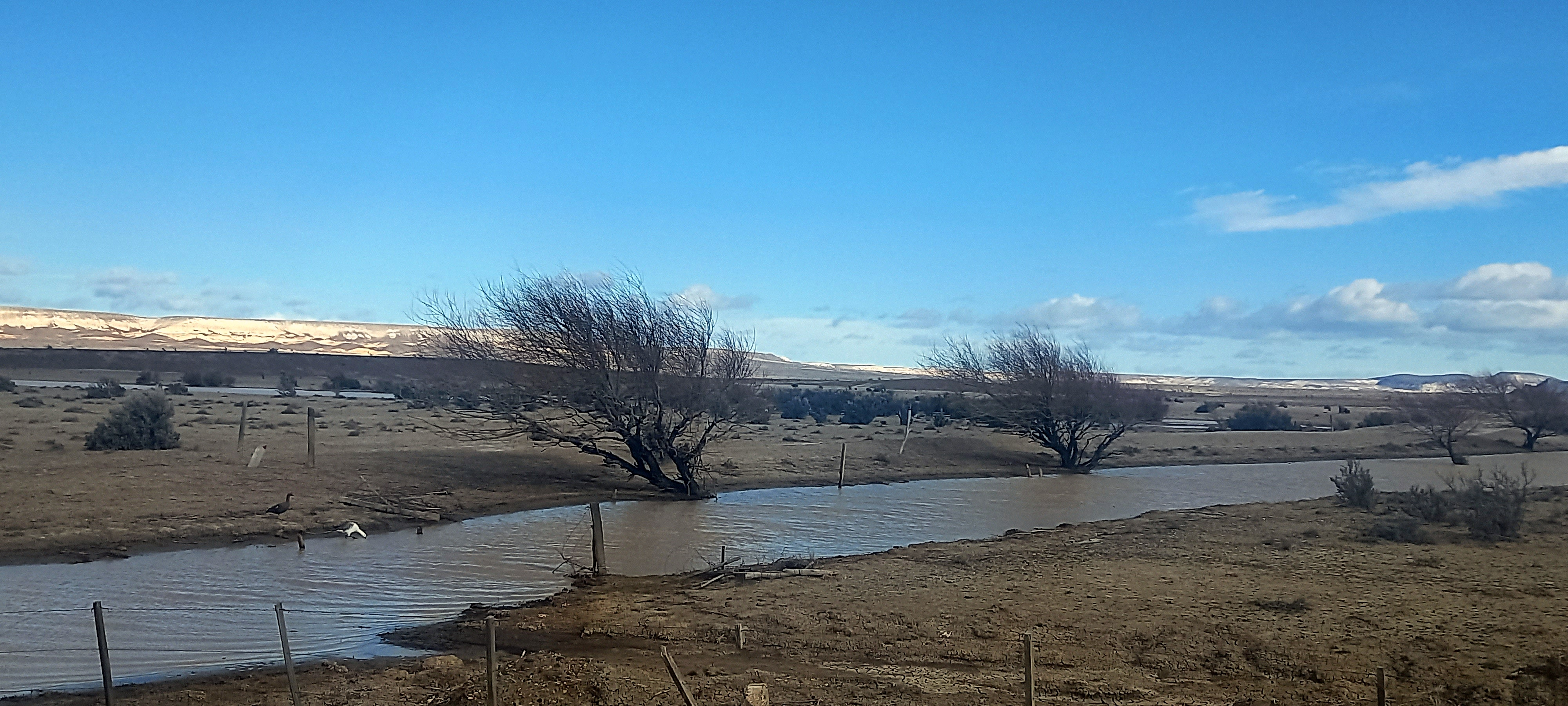
El brazo del río Senguer conocido como Zanjón del Cerro Negro después de pasar por el puente y antes de su encuentro con la ruta 26. En la imagen se observa muy disminuido por los desvíos a pesar de ser época de creciente.

 El puente estuvo a punto de volver a al actividad cuando una propuesta para potenciar turísticamente al Bosque petrificado Sarmiento, mediante un tren turístico, se presentó 1991. Un grupo de gente propuso desarrollar el turismo con un tren desde Sarmiento hasta el Bosque Petrificado el cual dista a unos 38km al sur de Sarmiento. El plan era aprovechar la vía abandonada que aún estaba intacta del exferrocarril de Comodoro Rivadavia a Sarmiento. Posiblemente, fueran inspirados por el éxito de La Trochita y es plausible que también supieran de las intenciones de instalar en Ushuaia el Tren del Fin del Mundo. Reflexionaban usar los rieles antiguos de trocha ancha, que aun para ese año estaban intactos, y explotar además el material rodante sobrante en El Maitén. Para inicios de los años 2000 el intendente Britapaja de Sarmiento apoyó la iniciativa y expuso el proyecto ante el Congreso. A pesar de que se volvió a insistir, esta vez de manera oficial, el proyecto no prosperó. 

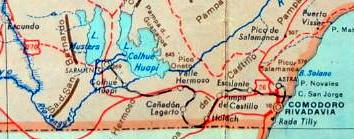
Mapa de los puntos que mantenían población relevante en 1962. Además, brinda una imagen histórica que muestra la traza del ferrocarril atravesado por varios brazos del río Senguer que descargan en el Colhué Huapi.

El tema se abandonó casi por completo, cuando el patrimonio ferroviario fue víctima de los desguaces ordenados por el exgobernador Das Neves en 2005 y que en 2006 fueron frenados por un amparo de los vecinos. Aunque este levantamiento de las vías había acabado con casi todo el ferrocarril. Sin embargo, se lo pudo detener por orden de la justicia a la altura del Kilómetro 162. Por este hecho, se logró salvar desde inmediaciones del punto Kilómetro 162 hasta inmediaciones de Sarmiento casi todo el patrimonio histórico ferroviario que perduraba, incluido este puente.
Para abril de 2007 el tema reaparece en un estudio de impacto ambiental de la presa Los Monos. Se afirmaba en el mismo que el proyecto estaba en etapa de definición. También, se expusieron datos como su velocidad, que sería de 12 km por hora, y que aprovecharía gran parte de las vías que todavía sobrevivían.
Hoy el puente casi no recibe visitas por estar dentro de una estancia, lo que ayuda a resguardarlo. Sin embargo, la estructura pese a su importancia patrimonial no tiene ninguna protección del estado ni el interés de integrar los patrimonios históricos provinciales o nacionales. En la misma provincia, pero en Rawson, el Puente Ferroviario Rawson-Playa Unión se construyó con muy poca diferencia temporal. Cuenta con dimensiones más acotadas y otras características. No obstante, sí fue resguardado y puesto en valor por la municipalidad.

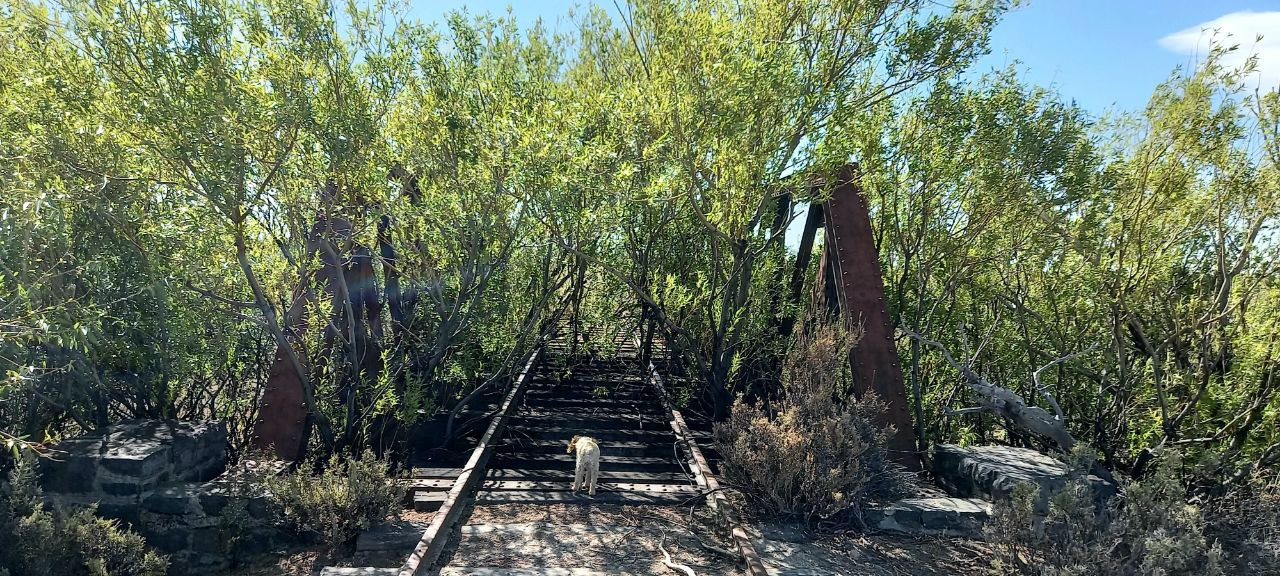
Puente ferroviario, a pocos kilómetros al sur de la estación Colhué Huapi, intacto. La vista es rumbo a Sarmiento. Hoy está completamente abandonado e invadido de sauces y matas